# サムライダー
『サムライダー』は、すぎむらしんいちによる日本の漫画。またそれを原作としたOVA作品。また同名タイトルの別作品もあわせて解説する。

## 概要
『サムライダー』は、『ヤングマガジン海賊版』（講談社）1987年8月号に第1話を掲載。同年10月号に第2話を掲載した後に、同社の『週刊ヤングマガジン』に移籍し、1987年第22号から1989年第4号まで連載。連載時は「お笑いバイクアクション」と銘打たれていた。単行本は全3巻。
1999年には大判となって再録版が刊行された。再録版は全3巻で、外伝を新規収録している。
後に発表された新作『サムライダー』に併せて2003年に復刊された際には『サムライダー'88』というタイトルに変更されている（「'88」は連載開始年にちなむ）。再編集版は全2巻。 
新しい『サムライダー』は、『ヤングマガジンアッパーズ』（講談社）にて2000年代前半に連載された。単行本は全5巻。
旧作のリメイクとも続編ともとれる内容となっている。別作品でありながらまったく同一のタイトルであり、差別化を図るためか（新作を『サムライダー'03』等とするのではなく）旧作のタイトルが変更された。
いずれもスズキ・カタナに乗った「サムライダー」と呼ばれるキャラクターが重要なキーパーソンとなるバイク漫画。ただし両者の設定と作風は大きく異なり、世界観その他に直接的な関係はない（「サムライダー」という名称以外は暴走族の「津血乃呼」の名称が共通する程度）。

## ストーリー
- 『サムライダー'88』（旧題『サムライダー』）
1980年代末（連載当時と同年代）の北海道・札幌市郊外が舞台。
主人公たち高校生の青春群像と、不良バイクチームとの抗争の、二つを軸に展開する。
- 『サムライダー』
20XX年の架空の「現代」を舞台にした近未来SF的な設定の作品。前作とは一変してシリアスでオカルトなテーマとなる。
日本はアメリカの51番目の州「日本州」という設定で、東京は「性産業特別解放地区TOKYO（通称・風俗特区）」となっている。
事件の舞台は賽木原（さいきばら）市。人口約62,000人で、旧首都である東京から北西へ47マイル（約75km）との事。

## 登場人物

### 『サムライダー'88』の登場人物
サムライダー
主人公的存在（物語の象徴的存在、狂言回しあるいはデウス・エクス・マキナ）。
武者兜を模したヘルメットと鎧風のプロテクターを付けたバトルスーツを身にまとい、日本刀を武器にする謎のライダー。GSX1100Sカタナを駆り、警察や暴走族を相手に暴れ回るが、その正体や目的、行動原理は謎に包まれている。誰が呼ぶともなく付いた渾名が「サムライダー」。「サムライ+ライダー」をもじって名付けられた通称だが、自身が名乗る事は一度もない。
プロテクターは飾り物や伊達ではなく、下手な刃物は通さない強度があるが、その分、常人が着ると重くて動けなくなる。刀の扱いも相手の傷跡に添って斬るなど達人級。
マサオ / 森昌雄
本編における主人公（基本的にマサオの視点で物語は展開する）。
北陵高校に通うバイク好きの高校生。愛車はヤマハ・FZR250。36回ローンで買ったばかりの愛車を、突如現れた「鎧兜の謎のライダー」（サムライダー）に破壊され復讐を誓う。
謎の転校生・沢村をライバル視するも実力の違いからほとんど相手にされず、サムライダーに対する行動も空回りが多い。対抗意識が嵩じてサムライダー風バトルスーツを自作したり、単に名前で張り合うだけのチーム「サムライダース」を結成したりする。ヘルメット軍団の乗り捨てたカワサキ・エリミネーターを入手し、ターボチャージャーを搭載したマシンでサムライダーに挑む。
サムライダーズの結成により調子に乗り、ヘルメット軍団および津血乃呼と抗争状態に入る。高校を舞台にした大乱闘の末、本物のサムライダーの登場により、敵対する2チームが壊滅状態に陥って事態は収束するが、納得のいかないマサオは、1人でサムライダーにバトルを挑み、結果的には敗北する。
北陵高校での乱闘事件がマスコミに取り上げられて問題化し、学生生活においても致命的な立場に立たされるが、最終的に学校の経営者が変わり、別の高校となる事で難を逃れた。他方、サムライダーズのリーダー「少年M」として報道されてしまったため、各地のバイカーにカリスマ的存在と認知されるという予想外の事態に発展。「少年M」に会う為に北陵高校に押し寄せたバイク集団に、「サムライダーズの創設者にして偉大なるリーダー」「永遠の反逆児」とその名を轟かせた（紹介の激文は沢村による）。
山口
北陵高校の生徒。マサオの友人で中学時代からの同級生。ホンダ・レブル（並列2気筒250ccのアメリカンバイク）に乗る小柄な少年。ヘルメットはアメフト用の物を使用。自称「血の止まらない体質（ベルナール・スリエ症候群など）」だが、実際には出血しても止まっており事実ではない様子。マサオの起こす騒動に巻き込まれ、桜田とともに済し崩し的に「サムライダーズ」に参加する。
桜田
北陵高校の生徒。マサオの友人。ヤマハ・チャンプ（50ccスクーター）に乗る大柄な少年。ヘルメットは野球用の物を使用。山口と同様に「サムライダーズ」に参加する。
沢村哲郎
北陵高校にやってきた転校生。サムライダーの正体。学業は優秀で運動神経に優れ、ケンカも強く女に手が早い。愛車はGSX1100Sカタナ。
目尻に傷がある事からサムライダーの正体と看破したマサオと転校初日から乱闘になり、以来ライバル視されるが、まったく相手にならないどころか事ある毎におちょくって遊んでいる。「沢村＝サムライダー」説も、実際の所言い掛かりに近く、マサオ以外にサムライダーを間近で見た者がいないため、物語の終盤で正体が明かされるまでに賛同するものは皆無であった。もっとも、普段からカタナに乗り、学校に日本刀を差した状態で駐車した事もあり、同一人物説も噂としては存在していた。最終話ではマサオにカタナを譲り、足を洗うかのような発言をしていたが、集まって来たライダーのバイクを無断借用していた。
BIKING
ヤマハ・VMAXに乗る武装ライダーでサムライダーの天敵。角付きのヘルメットにガスマスク、プロテクター付きのバトルスーツに毛皮のマントをまとった姿で、大型のバトルアックスを武器に、道路標識（「止まれ」の標識）を盾に使う。ちなみに「BIKING」という名称は、「VIKING＝ヴァイキング（北欧の海賊）」と「バイク+キング＝キング・オブ・バイク」と意味を掛け合わせており、更に「bike+ing＝バイクする」という意味合いも持たせたトリプルミーニングであると当人は主張する。読みは普通に「バイキング」であり、バトルスーツの背中に「BIKING」とエンブレムがある。
沢村のライバルであり、お互いに問答無用の死闘を繰り広げる間柄。前回の決闘で沢村の左眼の傷と引き換えに全治2ヶ月の重傷を負い、その事件が沢村が転校する原因となった。宿敵・沢村を追って北海道に辿り着き、早朝の峠道で再戦を挑む。
サムライダーズ（グループ）
マサオがサムライダーに対抗して結成したチーム。当初はマサオ・山口・桜田の3人だけだったが、度重なる暴走族の襲撃とサムライダーの参戦により、北陵高校の学生を中心にメンバーが増殖する。サムライダーの起こす事件とそのブームに便乗してビジネス展開を目論むバイクショップ「パイレーツ」が、サムライダーの「レプリカ・バトルスーツ」を製作した事から一気に波に乗り、高校生を中心とした一大勢力を形成するに至る。ちなみにレプリカのバトルスーツ一式の価格は約10万円であり、参加者に分割払いで販売していた（マサオたち3人はモニターという事で無料提供）。
ヘルメット軍団（グループ）
全員が特徴的な図柄のフルフェイス・ヘルメットを着用するチームで、構成メンバーは約20人。チェーンソーを武器にしたり、一般人をも襲撃したりするなど凶悪な面が目立つ無法なバイカー集団。人目を避けて悪事を重ねている為か認知度は低く、「ヘルメット軍団」との呼称もあくまで他者からの通称である。
津血乃呼（グループ）
古典的暴走族風のチーム。「つちのこ」と読む。札幌市内最大の勢力であり、地元の不良界では絶対的とも言える権威をもつ存在。リーダーは訳の分からない呪文を唱えたり、不意打ちで刀を突き立てたりするなど凶悪。
パイレーツ（バイクショップ）
表向きは普通の自転車屋「サイクルショップぱいれーつ」に偽装しているが、地下に秘密工場を擁する違法な改造専門店。津血乃呼のメンバー御用達でもある他、密かにパトカーの改造にも携わっている。眼帯の父親とスキンヘッドの長男、そばかす美人の長女・美雪の家族3人で経営されている。
各方面の改造を請け負う他、サムライダー活躍のブームに乗ってレプリカのバトルスーツを製作・販売するなど、なかなか商魂たくましい。マサオの乗るエリミネーター750（試作版はスーパーチャージャー仕様、完成版はターボチャージャー仕様）を製作した。他にも、骸骨風の外装をつけたロッカーズ風バイクや同様のオフローダー、バトルホッパー風な外装のオフローダー、オートジャイロとチョッパーバイクを合体させた「ジャイロチョッパー」を製作・所有するなど多彩なラインナップを擁する。

### 『サムライダー』の登場人物
シバ / 柴崎
主人公。サムライダーを追う青年。アヤの所有するカワサキ・Z1Rに乗る。
かつては親友の藤本（兄）と共にバイクチーム「大車輪（だいしゃりん）」を結成していた。
アヤ / 藤本 綾子
柴崎の親友・藤本の妹で元彼女。経済特別区となった東京・新宿でストリッパーをしている。柴崎と共に故郷の賽木原へと向かう。
実家は賽木原にあるバイクショップ「バンディット」。所有するZ1000（Z1R）は亡き兄の形見。
スミ / 住吉
柴崎の旧友。現在は車椅子生活で、ショッピングセンター内で靴修理業を営む。全身に刺青を彫った裏社会の顔役。再び出現したサムライダーの情報を柴崎と八巻に告げる。
賽木原に現在も残るジャンキーのアウトロー集団「デッドカウ」のメンバーだった。自身のセリカLBと柳のS30Zが事故を起こし、それが元で両足を付け根から失う。
ハチマキ / 八巻 年男（やまき としお）
柴崎の旧友。現在はコピー機器のサービスマン。唯一の妻帯者で妻・サチエと息子・ケンシロウと暮らす。サムライダー復活の報を受けて、シバ・アヤとともに賽木原へと向かう。その際に、通りすがりのアメリカ人からタイガーカラーのカワサキ・Z900RS（Z1）を強奪して使用する。
暴走族「津血乃呼（つちのこ）」元幹部で、肩書きは「賽木原本部第三代総長」。津血乃呼は現在も多数のメンバーを擁する大組織だが、八巻が名乗っても後輩としての反応をしない事から、現在のチームとは直接関係がない様子。
柳
柴崎の旧友。小心でお調子者。現在は東京で黒人の落語家・極楽亭ブラックの弟子をしている。建前上は「本土」であるロスにいる事になっている、今でも週に一度は地元に帰省している。地元の後輩には、一応面子は立ててもらっているものの、あまり尊敬されていない様子。
ヒップホップ系ギャング集団「KKKK（ヨンケー）」の設立者。過去のサムライダー事件の際にはフェアレディZ（S30）に乗っており、住吉の乗るセリカと衝突事故を起こした後で逃走した。
藤本
柴崎の親友だった男。柴崎とともにバイクチーム「大車輪」を結成した中心メンバー。過去にサムライダーと刺し違えて死亡。謎の存在サムライダーに有効な打撃を与えた唯一の存在。
サムライダー
都市伝説の妖怪のような謎のライダー。日本刀で連続大量殺人を行う正体不明の殺人鬼。かつて賽木原に出現して屍の山を築き、再び出現して目的不明の殺戮を繰り返す。

## 書籍情報
すぎむらしんいち 『サムライダー』 講談社〈ヤンマガKCスペシャル〉 全3巻（B6判）：初出の単行本。
1. 第1巻 1988年6月17日初版発行 ISBN 4-06-102111-7
2. 第2巻 1989年1月17日初版発行 ISBN 4-06-102138-9
3. 第3巻 1989年4月17日初版発行 ISBN 4-06-102147-8

すぎむらしんいち 『サムライダー』 講談社〈ヤンマガKCDX〉 全3巻（A5判）：上記の大判化した再録本。第3巻に「サムライダー外伝」を併録。
1. 第1巻 1999年6月 ISBN 4-06-334083-X
2. 第2巻 1999年6月 ISBN 4-06-334084-8
3. 第3巻 1999年6月 ISBN 4-06-334085-6

すぎむらしんいち 『サムライダー'88』 講談社〈アッパーズKCDX〉 全2巻（B6判）：再編集して収録。セットは上記の2冊と付録のKUBRICKを同封した特装版。
1. 第1巻 2003年12月9日初版発行 ISBN 4-06-335128-9
2. 第2巻 2003年12月9日初版発行 ISBN 4-06-335129-7

- セット 2003年12月発売 ISBN 4-06-358172-1 ※5000部限定[3]

すぎむらしんいち 『サムライダー』 講談社〈アッパーズKC〉 全5巻（B6判）
1. 第1巻 2003年9月9日初版発行 ISBN 4-06-346215-3
2. 第2巻 2003年12月9日 ISBN 4-06-346229-3
3. 第3巻 2004年4月9日 ISBN 4-06-346242-0
4. 第4巻 2004年8月9日 ISBN 4-06-346253-6
5. 第5巻 2004年11月9日 ISBN 4-06-346262-5

## OVA
アニメ『サムライダー』は1991年に大映映像株式会社より発売されたOVA作品。漫画『サムライダー』（『サムライダー'88』）を原作にしている。

### キャスト
- マサオ：山寺宏一
- 沢村、サムライダー：山口健
- 由美子：林原めぐみ
- 深雪：山田栄子
- 山口：山口勝平
- 桜田：中村大樹
- 喉野郎：矢尾一樹

### スタッフ
- 原作：すぎむらしんいち
- 監督：大庭秀昭
- 製作：鈴木良紀 豊田賢司
- 脚本：山本優
- 撮影監督：森口洋輔
- 美術監督：松宮正純
- 音楽：高浜輝夫
- 音響監督：山崎宏
- キャラクターデザイン：谷口守泰
- 作画監督：谷口守泰
- 制作：エム・ティ・ヴィ